# ROH World Championship
ROH World Championship este un titlu mondial de wrestling creat și promovat de Ring of Honor (ROH). Este considerat cel mai prestigios titlu din cadrul promoției. Actualul campion este Bandido, aflat la a doua sa domnie. Pe lângă faptul că face parte din ROH, titlul este apărat și în All Elite Wrestling (AEW), deoarece atât AEW, cât și ROH sunt deținute de Tony Khan.

## Lista de campioni
| Nume                              | Ani                                                      |
| --------------------------------- | -------------------------------------------------------- |
| ROH Championship                  | 22 iunie, 2002 – 17 mai, 2003                            |
| ROH World Championship            | 17 Mai, 2003 – 1 aprilie, 2022 1 aprilie, 2022 – prezent |
| Undisputed ROH World Championship | 1 aprilie, 2022                                          |

| Ring of Honor (ROH) |                     |                     |                                       |                      |   |     | |  |
| 1                   | Low Ki              | 27 Iulie, 2002      | Crowning a Champion                   | Philadelphia, PA     | 1 | 56  | I-a învins pe Christopher Daniels, Spanky și Doug Williams într-un meci Iron Man de 60 de minute, în patru, după finala turneelor ROH Championship Block A, Block B, Block C și Block D, devenind campionul inaugural. |  |
| 2                   | Xavier              | 21 Septembrie, 2002 | Unscripted                            | Philadelphia, PA     | 1 | 182 | |  |
| 3                   | Samoa Joe           | 22 Martie, 2003     | Night of Champions                    | Philadelphia, PA     | 1 | 645 | După ce Joe l-a învins pe The Zebra Kid pe 17 mai 2003 la Londra, Anglia, ROH Championship a fost redenumit în ROH World Championship. |  |
| 4                   | Austin Aries        | 26 decembrie, 2004  | Final Battle                          | Philadelphia, PA     | 1 | 174 | |  |
| 5                   | CM Punk             | 18 Iunie, 2005      | Death Before Dishonor III             | Morristown, NJ       | 1 | 55  | |  |
| 6                   | James Gibson        | 12 August, 2005     | Redemption                            | Dayton, OH           | 1 | 36  | Acesta a fost un meci eliminatoriu în patru, la care au participat și Christopher Daniels și Samoa Joe. |  |
| 7                   | Bryan Danielson     | 17 Septembrie, 2005 | Glory by Honor IV                     | Lake Grove, NY       | 1 | 462 | Danielson a unificat titlul cu ROH Pure Championship pe 12 august 2006, învingându-l pe Nigel McGuinness în Liverpool, Anglia. |  |
| 8                   | Homicide            | 23 Decembrie, 2006  | Final Battle                          | New York City, NY    | 1 | 56  | |  |
| 9                   | Takeshi Morishima   | 17 Februarie, 2007  | The Fifth Year Festival: Philadelphia | Philadelphia, PA     | 1 | 231 | |  |
| 10                  | Nigel McGuinness    | 6 Octombrie, 2007   | Undeniable                            | Edison, NJ           | 1 | 545 | |  |
| 11                  | Jerry Lynn          | 3 Aprilie, 2009     | Supercard of Honor IV                 | Houston, TX          | 1 | 71  | |  |
| 12                  | Austin Aries        | 13 Iunie, 2009      | Manhattan Mayhem III                  | New York City, NY    | 2 | 245 | Acesta a fost un meci de eliminare în trei, la care a participat și Tyler Black. |  |
| 13                  | Tyler Black         | 13 Februarie, 2010  | ROH 8th Anniversary Show              | New York City, NY    | 1 | 210 | |  |
| 14                  | Roderick Strong     | 11 Septembrie, 2010 | Glory By Honor IX                     | New York City, NY    | 1 | 189 | Acesta a fost un meci fără descalificare, cu Terry Funk la marginea ringului. |  |
| 15                  | Eddie Edwards       | 19 Martie, 2011     | Manhattan Mayhem IV                   | New York City, NY    | 1 | 99  | |  |
| 16                  | Davey Richards      | 26 Iunie, 2011      | Best in the World                     | New York City, NY    | 1 | 321 | |  |
| 17                  | Kevin Steen         | 12 Mai, 2012        | Border Wars                           | Toronto, ON          | 1 | 328 | |  |
| 18                  | Jay Briscoe         | 5 Aprilie, 2013     | Supercard of Honor VII                | New York City, NY    | 1 | 89  | |  |
| —                   | Vacated             | 3 Iulie, 2013       | —                                     | —                    | — | —   | Titlul a fost anunțat vacant de Nigel McGuinness, wrestlerul ROH, după ce Jay Briscoe a suferit o accidentare în timpul înregistrărilor televizate din 23 iunie și nu a mai putut concura în viitorul apropiat. |  |
| 19                  | Adam Cole           | 20 Septembrie, 2013 | Death Before Dishonor XI              | Philadelphia, PA     | 1 | 275 | L-a învins pe Michael Elgin într-o finală de turneu pentru a câștiga titlul vacant. |  |
| 20                  | Michael Elgin       | 22 Iunie, 2014      | Best in the World                     | Nashville, TN        | 1 | 76  | |  |
| 21                  | Jay Briscoe         | 6 Septembrie, 2014  | All Star Extravaganza VI              | Toronto, ON          | 2 | 286 | |  |
| 22                  | Jay Lethal          | 19 Iunie, 2015      | Best in the World                     | New York City, NY    | 1 | 427 | Acesta a fost un meci winner takes all match, fiind pusă în joc și ROH World Television Championship al lui Jay Lethal. |  |
| 23                  | Adam Cole           | 19 August, 2016     | Death Before Dishonor XIV             | Sunrise Manor, NV    | 2 | 105 | |  |
| 24                  | Kyle O'Reilly       | 2 Decembrie, 2016   | Final Battle                          | New York City, NY    | 1 | 33  | Acesta a fost un meci no-DQ. |  |
| 25                  | Adam Cole           | 4 Ianuarie, 2017    | Wrestle Kingdom 11                    | Tokyo, Japan         | 3 | 65  | Acesta a fost un eveniment New Japan Pro-Wrestling. |  |
| 26                  | Christopher Daniels | 10 Martie, 2017     | ROH 15th Anniversary Show             | Sunrise Manor, NV    | 1 | 105 | |  |
| 27                  | Cody                | 23 Iunie, 2017      | Best in the World                     | Lowell, MA           | 1 | 175 | |  |
| 28                  | Dalton Castle       | 15 Decembrie, 2017  | Final Battle                          | New York City, NY    | 1 | 197 | |  |
| 29                  | Jay Lethal          | 30 Iunie, 2018      | Ring of Honor Wrestling               | Fairfax, VA          | 2 | 280 | Acesta a fost un meci în patru, la care au participat și Cody alături de Matt Taven. |  |
| 30                  | Matt Taven          | 6 Aprilie, 2019     | G1 Supercard                          | New York City, NY    | 1 | 174 | Acesta a fost un meci în trei, la care l-a participat și Marty Scurll. |  |
| 31                  | Rush                | 27 Septembrie, 2019 | Death Before Dishonor XVII            | Sunrise Manor, NV    | 1 | 77  | |  |
| 32                  | PCO                 | 13 Decembrie, 2019  | Final Battle                          | Baltimore, MD        | 1 | 78  | Acesta a fost un meci "Friday the 13th Massacre" no-DQ. |  |
| 33                  | Rush                | 29 Februarie, 2020  | Gateway to Honor                      | St. Charles, MO      | 2 | 498 | Acesta a fost un meci în trei, la care a participat și Mark Haskins. |  |
| 34                  | Bandido             | 11 Iulie, 2021      | Best in the World                     | Baltimore, MD        | 1 | 152 | |  |
| —                   | Vacated             | 10 Decembrie, 2021  | —                                     | —                    | — | —   | Titlul a fost anulat după ce Bandido a fost testat pozitiv pentru COVID-19. |  |
| 35                  | Jonathan Gresham    | 11 Decembrie, 2021  | Final Battle                          | Baltimore, MD        | 1 | 224 | L-a învins pe Jay Lethal pentru a câștiga titlul vacant. Fostul campion Bandido încă deținea centura ROH World Championship, în timp ce Gresham a câștigat centura originală ROH World Championship. Gresham l-a învins pe Bandido la Supercard of Honor XV pentru a deveni Undisputed ROH World Champion. În timpul acestei domnii, Tony Khan a cumpărat Ring of Honor. |  |
| 36                  | Claudio Castagnoli  | 23 Iulie, 2022      | Death Before Dishonor                 | Lowell, MA           | 1 | 60  | |  |
| 37                  | Chris Jericho       | 21 Septembrie, 2022 | Dynamite: Grand Slam                  | Flushing, Queens, NY | 1 | 80  | Acesta a fost un eveniment All Elite Wrestling. |  |
| 38                  | Claudio Castagnoli  | 10 Decembrie, 2022  | Final Battle                          | Arlington, TX        | 2 | 284 | |  |
| 39                  | Eddie Kingston      | 20 Septembrie, 2023 | Dynamite: Grand Slam                  | Flushing, Queens, NY | 1 | 198 | Acesta a fost un eveniment All Elite Wrestling și un meci Winner Takes All, pentru titlul NJPW Strong Openweight al lui Kingston. În timpul acestei domnii, centura a făcut parte din American Triple Crown (denumit și Continental Crown), Kingston apărându-și centura alături de AEW Continental Championship și Strong Openweight Championship după ce a câștigat turneul Continental Classic de la Worlds End. Kingston a pierdut AEW Continental Championship în fața lui Kazuchika Okada în episodul din 20 martie 2024 al emisiunii AEW Dynamite, dizolvând astfel Triple Crown. |  |
| 40                  | Mark Briscoe        | 5 Aprilie, 2024     | Supercard of Honor                    | Philadelphia, PA     | 1 | 201 | |  |
| 41                  | Chris Jericho       | 23 Octombrie, 2024  | AEW Dynamite                          | Salt Lake City, UT   | 2 | 165 | Acesta a fost un meci Ladder War care a avut loc la un eveniment All Elite Wrestling. |  |
| 42                  | Bandido             | 6 Aprilie, 2025     | Dynasty                               | Philadelphia, PA     | 2 | 20+ | Acesta a fost un meci Title vs. Mask care a avut loc la un eveniment All Elite Wrestling. Dacă Bandido ar fi pierdut, ar fi fost forțat să își dea jos masca. |  |